# Bojanka Kostova
Bojanka Minkova Kostova (in bulgaro Боянка Минкова Костова?; Plovdiv, 10 maggio 1993) è un'ex sollevatrice bulgara naturalizzata azera campionessa mondiale e pluricampionessa europea, che ha gareggiato nelle categorie dei pesi piuma e dei pesi leggeri.

## Biografia
Nata in Bulgaria, nel 2011 acquisì la cittadinanza azera. Dopo la squalifica e il ritiro dalle competizioni, all'inizio del 2022 venne arrestata in Bulgaria per traffico di droga. Fu condannata a tre anni di carcere; la sentenza venne commutata nel novembre del 2022 in vigilanza sorvegliata per iniziare una carriera da allenatrice e studiare alla NSA sotto Lachezar Kishkilov, che era stato il suo allenatore.

## Carriera
Gareggiando per la Bulgaria, nel 2008 ai campionati europei juniores di Durazzo si classificò al quinto posto, e nel 2009 vinse i campionati mondiali giovanili di Chiang Mai. Nel 2010 vinse la medaglia d'oro ai Giochi olimpici giovanili di Singapore, vinse la medaglia di bronzo nello slancio ai campionati mondiali juniores di Sofia e si classificò al secondo posto agli europei di Minsk. Nel 2015 vinse la medaglia d'oro ai campionati europei under 23 di Limassol.
Dal 2011 gareggiò in rappresentanza dell'Azerbaigian. Ai Giochi Olimpici di Londra del 2012 si piazzò inizialmente al quinto posto; quattro anni dopo, nel giugno del 2016, nel mezzo dello scandalo del Doping di Stato in Russia, la IWF annunciò che la Kostova venne riscontrata positiva a sostanze proibite; sospesa provvisoriamente dalla Federazione internazionale, nel novembre del 2016 la commissione disciplinare del CIO la squalificò dai Giochi Olimpici del 2012.
Nel maggio del 2021, poco tempo dopo i campionati europei di Mosca dove vinse la medaglia d'oro, venne trovata positiva allo stanozololo. Nell'ottobre 2021 venne squalificata per otto anni per essere alla sua seconda violazione delle regole antidoping, L'allenatore e il medico della Kostova furono squalificati a vita.